# Граждановка (Амурская область)
Граждановка — упразднённое село в Тамбовском районе Амурской области России. Исключено из учётных данных в 1979 году.

## География
Село располагалось на правом берегу реки Гильчин, напротив села Жариково.

## История
Село основано в 1887 году как заимка братьев Ланкиных, переселенцев-молокан из Тамбовской губернии.
По данным 1926 года в Граждановке имелось 61 хозяйство (46 крестьянского типа и 15 прочих) и проживало 355 человек (169 мужчин и 186 женщин). В национальном составе населения преобладали русские. В административном отношении входила в состав Жариковского сельсовета Тамбовского района Амурского округа Дальневосточного края.
Решением Амурского исполкома от 23 мая 1979 года № 246, село Граждановка исключено из учётных данных как несуществующее.